# Oberschenkelprothese

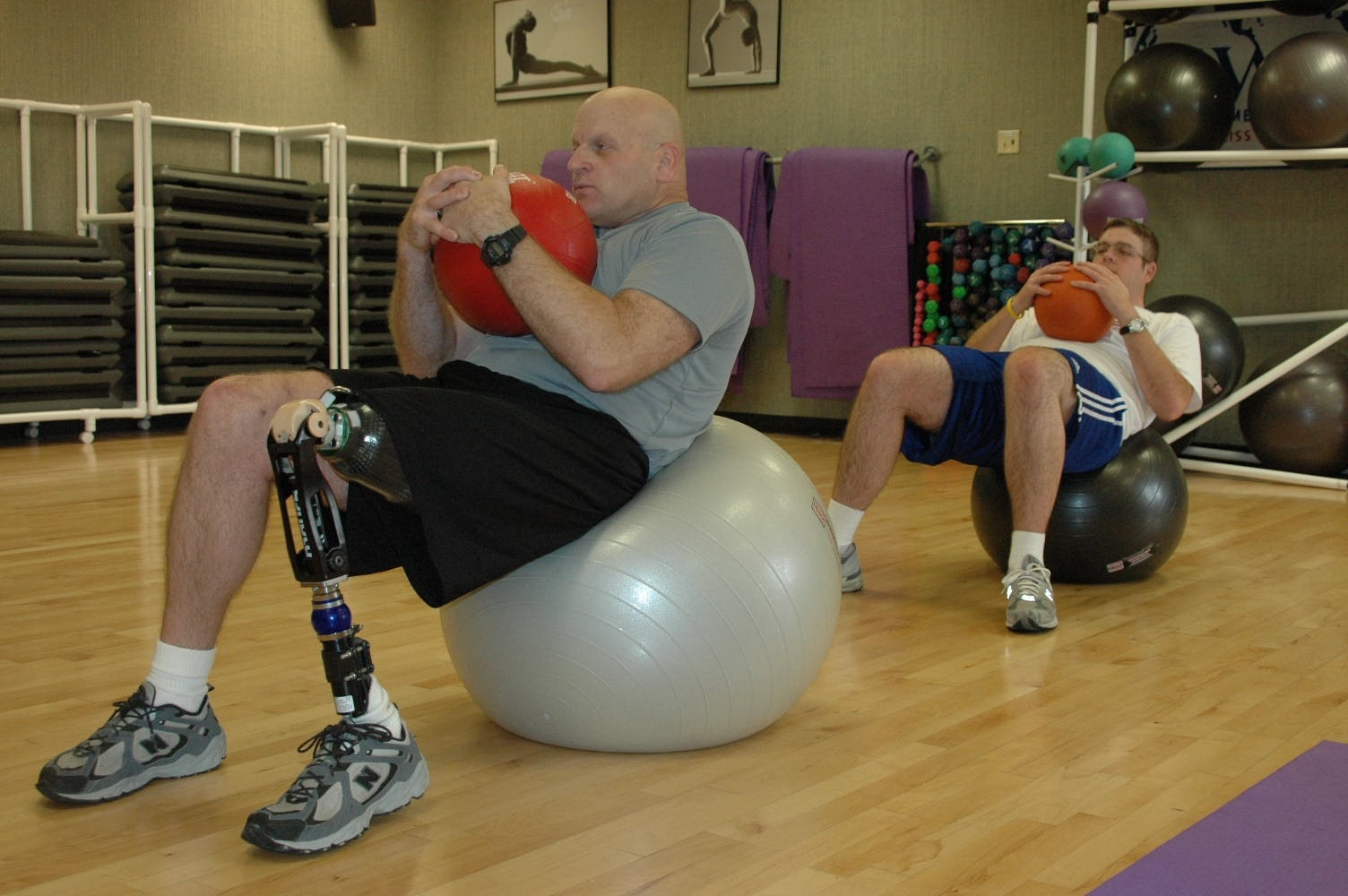
Mann mit Oberschenkelprothese und Prothesenknie

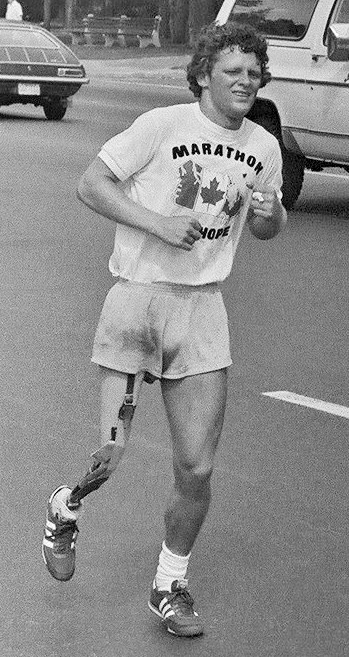
Terry Fox in Toronto bei seinem "Marathon der Hoffnung"

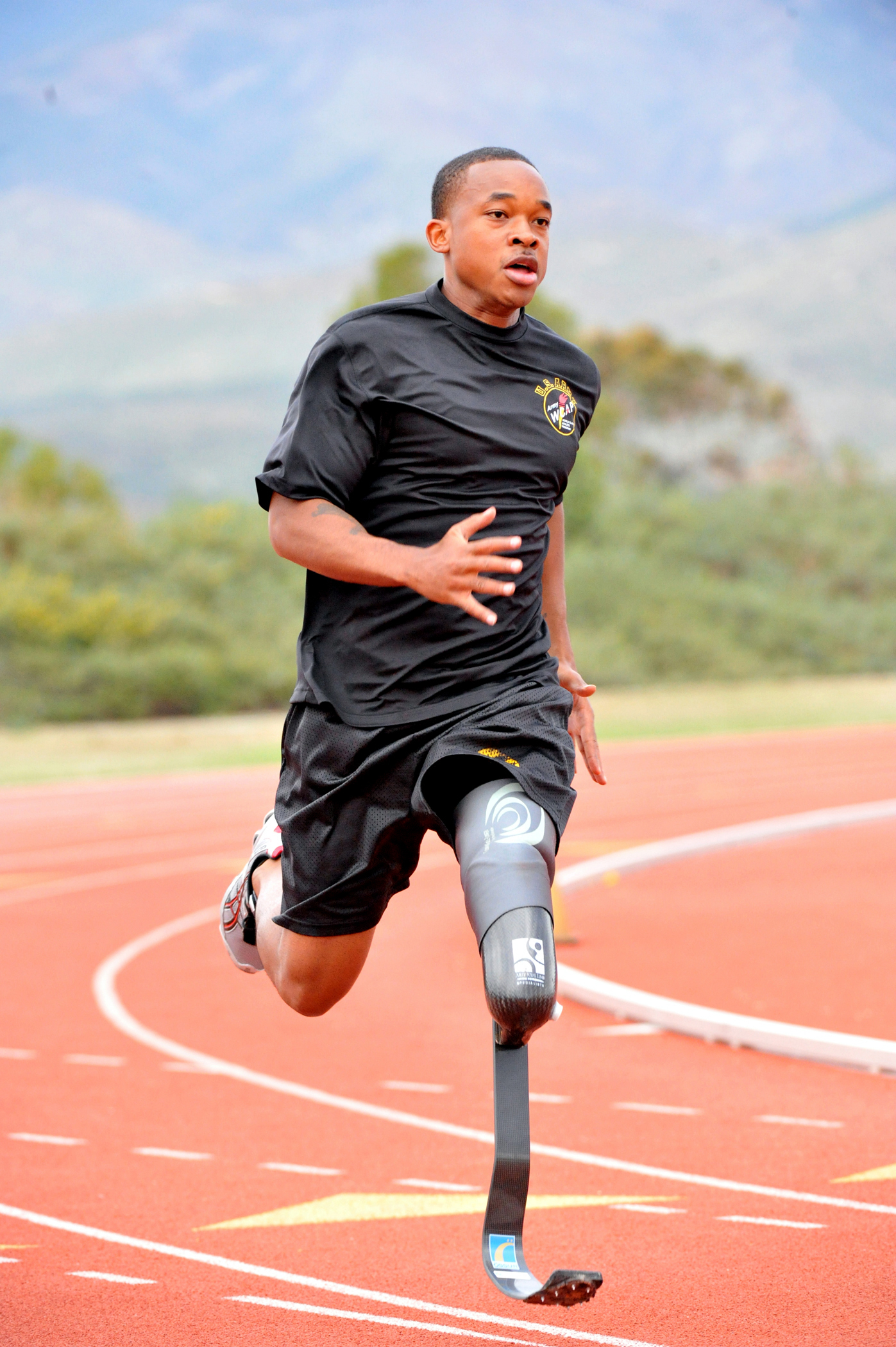
Oberschenkelamputierter Sportler mit Carbonfaser-Fußteil

Als Oberschenkelprothese bezeichnet man ein Körperersatzstück, welches nach einer Amputation des Beines oberhalb des Kniegelenkes bei Durchtrennung des Oberschenkelknochens zum Einsatz kommt. Da sich dieser Prothesentyp außerhalb des Körpers befindet, zählt man ihn, genau wie die Unterschenkelprothesen, zu den Exoprothesen.

## Funktionsweise
Oberschenkelprothesen wurden in den letzten Jahrzehnten wesentlich verbessert, so dass heutzutage fast alle Amputationshöhen und Stumpfformen versorgbar sind. Durch die anhaltende Weiterentwicklung von Schaftformen und Prothesenpassteilen gelingt es immer besser, den natürlichen Gang des Menschen zu imitieren. Man unterscheidet grundlegend in Eigenkraft betriebene Oberschenkelprothesen (passives System) und Fremdkraft-betriebene Oberschenkelprothesen (aktive Systeme). Bei passiven Systemen wird die Prothese durch die Krafteinleitung des Anwenders gesteuert und bei Fremdkraft-betrieben Systemen werden Teile der Krafteinleitung durch Motoren im Prothesenknie übernommen. Um eine optimale Ansteuerung der Oberschenkelprothese gewährleisten zu können, bedarf es einer optimalen Bettung des Stumpfes. 
Bei einer Oberschenkelprothese lassen sich fünf Komponenten unterscheiden:
- der Prothesen-Schaft fasst den Stumpf und leitet die Kraft auf die Prothese über. Diese Lastübertragung erfolgt bei Oberschenkelprothesen meist über die gesamte Oberfläche des Stumpfes. Die direkte Lastübernahme über eine knöcherne An- oder Abstützung vor allem am Sitzbein wird nur in Ausnahmefällen konstruiert. Druckempfindliche Knochenteile, die entlastet werden müssen, wie bei den Unterschenkelprothesen, gibt es bei den Oberschenkelprothesen nur selten. Allerdings ist es notwendig, die Lastverteilung zu optimieren.
- das Prothesenknie kann mechanisch ein- oder mehrachsig aufgebaut sein, mit oder ohne Hydraulik, oder mikroprozessorgesteuert sein.
- der Unterschenkelteil besteht meist aus einem Rohrskelett, kann aber auch aus zwei Carbonfaser-Stangen oder aus einer Hartschale (aus GFK/KFK) bestehen, beispielsweise bei Badeprothesen. Diese bieten jedoch nur einen eingeschränkten Funktionsumfang.
- der Fußteil enthält auch ein Bewegungselement, das die Sprunggelenks-Beweglichkeit imitiert. Aktuell werden meist Federn aus Carbonfaser eingesetzt. Bei Sportprothesen ist der Unterschenkelteil oft sehr kurz, dafür ist der Fußteil oft eine überdimensionierte Carbonfeder, die mit ihrer sehr hohe Elastizität eine hohe Sprungleistung ermöglicht.
- die kosmetische Verkleidung der ganzen Prothese, auf die aber auch verzichtet werden kann, wie bei vielen Sportprothesen und bei vorläufigen Interimsprothesen[1]

## Prothesentypen
Oberschenkelprothesen werden auf verschiedene Weise klassifiziert. Die Erste ist die Einteilung nach der Befestigung am Stumpf:
1. mit Vakuumsystem (aktiv oder passiv)
  - Linersystem
  - Silikonhaftschaft
  - Haftschaft
2. mit Verschlussmechanismus (Shuttle-Lock,  Clutch-Lock, Magnetisch oder Kordelsystem)
  - Linersystem

Die Zweite Form der Einteilung erfolgt nach dem Schaftsystem:
- queroval
- Hybridform
- längsoval (auch CAT-CAM-Schaft genannt)
- MAS-Schaft
- VPS-System

Die längsovale Schaftform und der MAS-Schaft  zählen zu den anatomischen Schaftformen, während der querovale und der Hybridschaft eher eine Zweckform darstellen. Das VPS-Sysmtem gehört zu den muskelgesteuerten Schaftsystemen und kommt ohne knöcherne Anlagen im Beckenbereich und Unterstützung des Tuber os ischii aus. Eine weitere Form stellen Interimsprothesen dar. Diese kommen kurz nach der Amputation für einen Zeitraum von ca. 3–6 Monaten zum Einsatz und werden dann durch Definitivprothesen ersetzt. Auf eine kosmetische Verkleidung wird bei Interimsprothesen in der Regel verzichtet.

## Bauteile
Oberschenkelprothesen bestehen aus einem für den jeweiligen Patienten individuell gefertigten Schaft, einem rein mechanischen oder elektronisch gesteuertem Kniegelenk, einem Rohr und einem Fußpassteil. Alle Bauteile werden individuell in Abhängigkeit vom Aktivitätsgrad auf den Patienten abgestimmt.